# UFC Fight Night: Lewis vs. Daukaus
UFC Fight Night: Lewis vs. Daukaus (também conhecido como UFC Fight Night 199 e UFC on ESPN+57) foi um evento de MMA produzido pelo Ultimate Fighting Championship que ocorreu em 18 de dezembro de 2021 no UFC Apex em Las Vegas, Nevada.

## História
Uma luta no peso pesado entre Derrick Lewis e Chris Daukaus é esperada para servir como luta principal.
Uma luta no peso palha entre Amanda Lemos e Nina Ansaroff foi marcada para este evento. Entretanto, Ansaroff foi removida do card é substituída por Angela Hill.
Uma luta no peso médio entre Anthony Hernandez e Dustin Stoltzfus foi marcada para este evento. Entretanto, Hernandez teve que se retirar da luta e foi substituído por Caio Borralho.
Uma luta no peso galo feminino entre Raquel Pennington e Julia Avila foi marcada para este evento. Entretanto, Avila teve que se retirar da luta devido a uma lesão. Ela foi substituída por Macy Chiasson.